# Мерседес Каррера
Мерседес Каррера (англ. Mercedes Carrera), настоящее имя — Мелинда Смит (англ. Melinda Smith); род. 30 ноября 1982 года, Лос-Анджелес, США) — американская порноактриса.

## Биография
Родилась 30 ноября 1982 года в Лос-Анджелесе. Имеет немецкое, пуэрто-риканское, шведское и индейское происхождение (народ лакота). Выросла и училась в Калифорнии. В юношеские годы, до карьеры в порно, работала фотомоделью в рекламе. Поступила в университет, где изучала машиностроение, а затем работала инженером по телекоммуникациям, тренером и техником по фотографии и аудиовизуальной продукции.
Дебютировала в порноиндустрии в 2014 году, в возрасте 32 лет. Работает с ведущими студиями, такими как Bang Bros, Girlfriends Films, Devil's Film, Elegant Angel, Zero Tolerance, Penthouse, 3rd Degree, Adam & Eve, Evil Angel, Axel Braun Productions и Brazzers. Снялась более чем в 370 фильмах.
Имеет множество хобби: любит технику, видеоигры, играет в шахматы, на пианино. Кроме этого, основала и профинансировала ассоциацию Porn of Charity, предоставляющую стипендии для студентов специальностей STEM (Science, Technology, Engineering and Mathematics — «Наука, технология, инженерия и математика»). Есть дочь.
В 2015 году снялась в видеоролике для сайта Funny or Die вместе с коллегами Ниной Элле и Надей Стайлз, критикуя премьеру фильма «Пятьдесят оттенков серого», который они обвинили в том, что он женоненавистнический, плохо написан и показывает «секс без секса».
На 2019 год снялась в 409 порнофильмах.
В начале февраля 2019 года была арестована вместе со своим партнером, режиссером и продюсером порнофильмов Демоном Синсом, после обвинения в совершении сексуального насилия в отношении ребенка в возрасте до 10 лет в Ранчо-Кукамонга в Сан-Бернардино (Калифорния). По словам Мерседес, в первые два месяца после ареста ей никто не сообщил о том, в чём её обвиняют, и даже запретил доступ адвокату к задержанной.

## Награды и номинации
| Год  | Церемония             | Результат | Номинация                                             | Работа                                           |
| ---- | --------------------- | --------- | ----------------------------------------------------- | ------------------------------------------------ |
| 2015 | Nightmoves            | Номинация | Лучшая новая актриса                                  | н/д                                              |
| 2015 | Nightmoves Fan Awards | Номинация | Лучшая новая актриса                                  | н/д                                              |
| 2016 | AVN Awards            | Номинация | Приз зрительских симпатий: самая горячая MILF         | н/д                                              |
| 2016 | AVN Awards            | Номинация | Лучшая групповая лесбийская сцена                     | Sisterhood                                       |
| 2016 | AVN Awards            | Номинация | MILF/Cougar-исполнительница года                      | н/д                                              |
| 2016 | Nightmoves            | Номинация | Лучшая MILF-актриса                                   | н/д                                              |
| 2016 | Nightmoves            | Номинация | Лучшее онлайн-присутствие                             | н/д                                              |
| 2016 | Nightmoves Fan Awards | Номинация | Лучшая MILF-актриса                                   | н/д                                              |
| 2016 | Nightmoves Fan Awards | Номинация | Лучшее онлайн-присутствие                             | н/д                                              |
| 2016 | XBIZ Award            | Номинация | MILF-исполнительница года                             | н/д                                              |
| 2016 | XRCO Award            | Номинация | MILF года                                             | н/д                                              |
| 2017 | AVN Awards            | Номинация | MILF/Cougar-исполнительница года                      | н/д                                              |
| 2017 | AVN Awards            | Номинация | Лучшая актриса второго плана                          | Project Pandora: A Psychosexual Lesbian Thriller |
| 2017 | AVN Awards            | Номинация | Лучшая виртуальная сцена                              | The Kim Kardashian Supertar VR Experience        |
| 2017 | AVN Awards            | Номинация | Приз зрительских симпатий: самая горячая MILF         | н/д                                              |
| 2017 | AVN Awards            | Номинация | Приз зрительских симпатий: медиазвезда                | н/д                                              |
| 2017 | Spank Bank Awards     | Номинация | Самая великолепная MILF                               | н/д                                              |
| 2017 | XBIZ Award            | Номинация | Лучшая MILF-исполнительница года                      | н/д                                              |
| 2017 | XBIZ Award            | Номинация | Лучшая актриса — пары                                 | Forked                                           |
| 2017 | XBIZ Award            | Номинация | Лучшая сексуальная сцена в лесбийском фильме          | Project Pandora                                  |
| 2017 | XBIZ Award            | Номинация | Лучшая сексуальная сцена в парном фильме или тематике | Forked                                           |
| 2017 | XRCO Award            | Номинация | MILF года                                             | н/д                                              |
| 2018 | AVN Awards            | Номинация | MILF/Cougar-исполнительница года                      | н/д                                              |
| 2018 | AVN Awards            | Номинация | Лучшая групповая лесбийская сцена                     | MILF Performers of the Year 2017                 |
| 2018 | AVN Awards            | Номинация | Лучшая сцена триолизма (МЖМ)                          | Forked                                           |
| 2018 | AVN Awards            | Номинация | Приз зрительских симпатий: самая горячая MILF         | н/д                                              |
| 2018 | XRCO Award            | Номинация | MILF года                                             | н/д                                              |
| 2018 | XRCO Award            | Номинация | Невоспетая сирена                                     | н/д                                              |
| 2018 | Spank Bank Awards     | Номинация | Exotic Femme Fatale of the Year                       | н/д                                              |
| 2018 | Spank Bank Awards     | Номинация | Group / Orgy Maestro of the Year                      | н/д                                              |
| 2018 | Spank Bank Awards     | Номинация | Most Volumptous Vixen                                 | н/д                                              |
| 2018 | XBIZ Award            | Номинация | Лучшая MILF-исполнительница года                      | н/д                                              |
| 2018 | XBIZ Award            | Номинация | Лучшая сексуальная сцена в парном фильме или тематике | Ingenue                                          |

## Избранная фильмография
Некоторые фильмы:
- Big Boobies and Booming Booties 2,[10]
- Busty Office Milfs 6,[11]
- Ex-Mom Movement,[12]
- Key,[13]
- Masseuse 9,[14]
- Mommy-Teen BJ Lessons,[15]
- My Secretary the Slut,[16]
- Oops I Creampied In My Step Mom 2[17]
- Transition[18].